# Rajd Warszawski 1986
Rajd Warszawski 1986 – 20. edycja Rajdu Warszawskiego. Był to rajd samochodowy rozgrywany od 24 do 26 października 1986 roku. Była to szósta runda Rajdowych Samochodowych Mistrzostw Polski w roku 1986. Rajd został rozegrany na nawierzchni asfaltowej i szutrowej. Zwycięzcą został Mariusz Kostrzak.

## Wyniki końcowe rajdu[1][2]
| Miejsce | Kierowca            | Pilot                 | Samochód             | Czas    | Strata | Grupa Klasa |
| ------- | ------------------- | --------------------- | -------------------- | ------- | ------ | ----------- |
| 1       | Mariusz Kostrzak    | Marcin Augustyn       | Toyota Corolla GT    | 3:09:33 | -      | A6 A-13     |
| 2       | Bernd Coldewey      | Holgericon Rautenberg | Ford Sierra XR 4x4   | 3:10:04 | +0:31  | A           |
| 3       | Friedhelm Kissel    | Klausicon Hopfe       | Toyota Corolla AE 86 | 3:11:40 | +2:07  | N2          |
| 4       | Romuald Chałas      | Zbigniew Atłowski     | FSO 1600 A           | 3:17:00 | +7:27  | A6 A-14     |
| 5       | Janusz Szerla       | Marek Oziębło         | FSO Polonez 2000 C   | 3:23:03 | +13:30 | B9 B-22     |
| 6       | Holger Helle        | Karsten Richardt      | Opel Manta 2.0 E     | 3:26:36 | +17:03 | A6          |
| 7       | Ryszard Adamek      | Zbigniew Baran        | FSO Polonez 2000     | 3:26:56 | +17:23 | B9 B-22     |
| 8       | Krzysztof Hołowczyc | Marek Omelańczuk      | FSO 1500             | 3:28:38 | +19:05 | A6 A-14     |
| 9       | Andrzej Białowąs    | Janusz Sękowski       | FSO Polonez 2000     | 3:34:25 | +24:52 | B-31        |
| 10      | Piotr Kufrej        | Adam Ziąber           | FSO 1600 A           | 3:39:30 | +29:57 | A6 A-14     |
| 11      | Robert Kępka        | Adam Mazurek          | Polski Fiat 126p     | 3:39:43 | +30:10 | A5 A-11     |
| 12      | Wiesław Stec        | Jerzy Bigos           | Opel Manta 2.0 E     | 3:42:23 | +32:50 | B-31        |
| 13      | Artur Norin         | Tomasz Szostak        | FSO 1500             | 3:49:07 | +39:34 | N2 N-02     |

1. 1 2 3  Nieliczony w klasyfikacji RSMP